# Schwarze Rosen
Schwarze Rosen ist ein deutscher Spielfilm aus dem Jahre 1935 von Paul Martin mit Lilian Harvey und Willy Fritsch in den Hauptrollen.

## Handlung
Finnland, gegen Ende des 19. Jahrhunderts. Das Land ist von Russland besetzt und wird in seinen Freiheiten massiv beschnitten. Der finnische Bildhauer und Patriot Erkki Collin befindet sich auf der Flucht vor den zaristischen Häschern, weil er Gleichgesinnte zum Kampf gegen die russischen Besatzer aufgerufen und angeführt hat. Auf seiner Flucht gerät er in das Schlafzimmer der russischen Tänzerin Marina Feodorowna, die gerade eine Gesellschaft in ihrem Hause gibt. Ebenfalls Gäste der Ballerina sind auch mehrere russische Offiziere und der Gouverneur dieser Region, Fürst Abarow. Abarow hat seit geraumer Zeit ein Auge auf die filigrane Künstlerin geworden und schickt ihr Tag für Tag einen Strauß schwarzer Rosen, in der Hoffnung, dass Marina ihn einst erhören und final auch heiraten möge. 
Auf der Suche nach dem finnischen Freischärler durchsuchen Kosaken auch Marinas Haus. Marina entdeckt den Untergetauchten und gibt ihm ein besseres Versteck als ihr Boudoir. Da man von der besonderen Beziehung Abarows zu der Feodorowna weiß, wird ihr Haus von der russischen Soldateska fortan gemieden. Zwischen der Ballerina und Erkki entspinnt sich bald eine zarte Liebesbande. Um ihm ein wenig mehr Bewegungsfreiheit gewähren zu können, deklariert Marina den Finnen kurzerhand als ihren Musiklehrer. Doch Abarow durchschaut den Schwindel und erkennt Erkki. Um einen Skandal zu vermeiden, fordert er den Rivalen um die Gunst der Tänzerin auf, mit ihm gemeinsam ihr Haus zu verlassen. Da Erkki Marina nicht desavouieren möchte, folgt er Abarows Ansinnen. Wider Erwarten lässt der Gouverneur Erkki vor der Tür jedoch nicht verhaften.
Marina Feodorwna beginnt angesichts der Geschehnisse letzter Zeit ihr eigenes Leben zu überdenken. Abarow unerwünschtes Werben um sie, seine großzügigen Geschenke und seine Anbetungen – all dies sind Dinge, die sie eigentlich nicht will und die Marina, im Licht der Öffentlichkeit, als Kurtisane des Gouverneurs erscheinen lassen. Sie beschließt, dies zu ändern und bekennt sich offen zu Erkki Collin. Als die finnischen Freiheitskämpfer unter Erkkis Führung eine Ballett-Gala, zu der sich auch die russische Obrigkeit angesagt hat, für ihre Zwecke umfunktionieren wollen, kommt es zum Eklat. Russische Soldateska schlägt brutal die kleine Machtdemonstration der Finnen nieder und verhaftet den zuvor von Marina gewarnten Erkki als deren Rädelsführer. Marina sieht nur noch eine Möglichkeit, das Leben des geliebten Mannes zu retten, in dem sie dem lang ersehnten Wunsch Fürst Abarows, seine Frau zu werden, endlich nachkommt. Erkki darf ins Exil außer Landes gehen, und Marina verspricht ihm, so bald wie möglich nachzukommen. Der Gouverneur glaubt sich am Ziel seiner Träume, doch als er Marina in ihrem Haus besuchen will, sieht er sie tot zwischen seinen schwarzen Rosen liegen. In dieser aussichtslosen Lage wählte die Tänzerin den Freitod.

## Produktionsnotizen
Die Dreharbeiten zu Schwarze Rosen begannen am 23. August 1935 und endeten Anfang November desselben Jahres. Die Atelieraufnahmen entstanden im Ufa-Atelier in Neubabelsberg, die Außenaufnahmen in Hamburg-Harburg sowie in der Neubabelsberger Villenkolonie. Die Uraufführung fand am 23. Dezember 1935 in Berlins Gloria-Palast statt. Am 3. November 1990 erfolgte die deutsche Fernseherstausstrahlung.
Der Film markierte das erste erneute Aufeinandertreffen des einstigen Liebespaar des deutschen Films bis 1933, Harvey und Fritsch, seit Lilian Harveys Heimkehr aus Hollywood bzw. England.
Produzent Max Pfeiffer hatte auch die Produktionsleitung. Komponist Kurt Schröder hatte auch die musikalische Leitung. Fritz Thiery und Hermann Fritzsching besorgten den Ton. Erich Kettelhut und Max Mellin erstellten die Filmbauten. Dietrich von Theobald war Aufnahmeleiter, Igor Oberberg war Fritz Arno Wagners Kameraassistent.
Der Film erhielt das Prädikat „künstlerisch wertvoll“.
Zeitgleich entstand mit „Did I Betray?“ auch eine von Lilian Harvey finanzierte, britische Fassung des Films. Auch hier führte Harveys damaliger Lebensgefährte Martin Regie. Walter Fredersdorf besorgte diese Schnittfassung.

## Musiktitel
Folgende Musiktitel wurden gespielt:
- Heut’ bin ich fröhlich; Mädel, geh’ nicht so stolz vorbei; Schwer liegt die Nacht auf uns
- Valse triste (Jean Sibelius)
- Tanz der Stunden (aus “La Gioconda” von Amilcare Ponchielli)

## Rezeption
Die Österreichische Film-Zeitung berichtete in ihrer Ausgabe vom 27. Dezember 1935: "Paul Martin hat den an packenden Szenen reichen Film, dessen spannende Handlung gut aufgebaut ist, mit viel Empfinden für das filmisch Wirksame inszeniert. Szenen von beklemmender Dramatik stehen entzückende Bühnen-, bzw. Ballettbilder voll Anmut gegenüber."
Paimann’s Filmlisten befand: „Die Handlung läßt nach ausgezeichnetem Auftakt etwas nach, steigert sich aber gegen Ende zusehends. Sie hat in dem Hauptdarstellerpaar seine wesentlichste Stütze. Der Dialog ist sparsam, treffend und wird durch einstellungsreiche Kameraarbeit unterstrichen. Schröder‘s Musik ist mit Maß eingesetzt, die Aufmachung … zeitecht (Jahrhundertwende) …“.

„Perfekt ausgestatteter Großfilm, melodramatisch-sentimental gespielt vom Traum-Liebespaar Harvey/Fritsch; nach 1945 erhielt der Film von der alliierten Militärbehörde Aufführungsverbot.“